# Death Wish 5
Death Wish V: The Face of Death es una película de acción estadounidense de 1994, protagonizada por Charles Bronson, es la quinta y última entrega de la saga de Death Wish.

## Argumento
Paul Kersey, se encuentra en Toronto como profesor de arquitectura en la universidad, donde conoce a Olivia, una diseñadora de moda anteriormente casada con el gánster irlandés Tommy. Es asesinada por los secuaces de su exmarido de la empresa Accappararsi. Kersey venga su muerte y protege a su hija Chelsea.

## Reparto
- Charles Bronson - Paul Kersey.
- Lesley-Anne Down - Olivia Regent.
- Michael Parks - Tommy O'Shea.
- Robert Joy - Freddie Flakes.
- Chuck Shamata - Sal Paconi.
- Saul Rubinek - Hoyle.
- Kenneth Welsh - King.
- Erica Lancaster - Chelsea.